# Miguel Miró Miró
Frei Miguel Miró Miró, OAR (nascido em 1949) é um sacerdote católico espanhol e foi prior geral da Ordem dos Agostinianos Recoletos.
Miguel Miró ingressou na Ordem em 1972 e professou seus votos religiosos em 10 de agosto de 1975 em Monteagudo (Navarra). Obteve o título de arquiteto técnico (1971) na Escola de Arquitetos Técnicos de Barcelona. Formou-se no Centro de Estudos Teológicos dos Agostinianos Recoletos em Marcilla em 1978. Foi ordenado sacerdote em 28 de agosto de 1978, através de Dom José María Cirarda, arcebispo de Pamplona, em Lodosa. 
Dedicou-se à formação na Espanha. Foi formador em Lodosa (1978-1982), Fuenterrabía (1982), Valladolid (1983-1984) e novamente Lodosa (1984-1988). Também foi mestre de noviços (1988-1991) na casa de Noviciado de Monteagudo e mestre de professos (1991-1995) no Teologado de Marcilla. Em 1995, foi transferido a Roma para realizar seus estudos em Teologia Espiritual pela Pontifícia Universidade Gregoriana. Em 1997, foi eleito Prior Provincial da Província de São Nicolau de Tolentino, e reeleito no Capítulo Provincial em 2000. Foi nomeado prior da comunidade de Marcilla em 2003 e no Capítulo Geral celebrado em Roma, em 2004, foi eleito vigário geral e primeiro conselheiro. Foi designado como presidente do secretariado geral de espiritualidade, além de prior da Casa Geral em Roma, entre outras responsabilidades.
No 54º Capítulo Geral, em 2010, foi eleito Prior Geral. Foi reeleito em 25 de outubro de 2016, no 55º Capítulo Geral da Ordem, em Roma, com mandato até 2022.